# Båleröd
Båleröd is een plaats in de gemeente Strömstad in het landschap Bohuslän en de provincie Västra Götalands län in Zweden. De plaats heeft 117 inwoners (2005) en een oppervlakte van 21 hectare. Båleröd grenst aan het Skagerrak en wordt voor de rest vooral omgrensd door rotsen, ook grenst er wat bos en landbouwgrond aan de plaats. De plaats Strömstad ligt zo'n tien kilometer ten noorden van het dorp.